# 约翰·萨德里
约翰·萨德里（英語：John Sadri，1956年9月19日—），生于北卡羅來納州夏洛特，美国男子网球运动员，1976年成为职业球手。他曾获得1981年和1982年澳大利亚网球公开赛男子双打亚军。